# جامعة هراة
جَامِعَةُ هَرَاة (بالفارسية: دانِشگاهِ هَرات، بالپشتوية: پوهنتون هرات) هي جامعة تقع في هراة عاصمة مقاطعة هراة غرب أفغانستان وتغطي محافظات هراة، بادغيس، غور وفراه. جامعة هراة مؤسسة عامة للتعليم العالي، افتتحت عام 1988، بدايةً مع كلية الآداب والعلوم الإنسانية، وكان أول رئيس لها أبو بكر راشد. تُعد جامعة هراة ثاني أكبر جامعة في أفغانستان بعد جامعة كابل. الجامعة تتكون من 14 كلية و 45 قسمًا. أكثر مجال شعبية هو مجال التربية والتعليم/أساليبها، وحوالي ثلث طلاب الجامعة البالغ عددهم 10,500 من النساء.